# Prodoris clavigera
Genre
Espèce
Synonymes
- Bathydoris argentina Kaiser, 1980[1]
- Bathydoris clavigera Thiele, 1912(protonyme)[1]
- Bathydoris obliquata Odhner, 1934[1]
- Bathydoris violacea Baranetz, 1993[1]

Prodoris clavigera est une espèce de nudibranches de la famille des Bathydorididae, c'est la seule espèce du genre Prodoris (monotypique),.